# Передовик (Волзький район)
Передови́к (рос. Передовик, марій. У Илыш) — присілок у складі Волзького району Марій Ел, Росія. Входить до складу Помарського сільського поселення.

## Населення
Населення — 63 особи (2010; 70 у 2002).
Національний склад (станом на 2002 рік):
- марі — 84 %